# Жёлтый трёхскиллинговик
«Жёлтый трёхскиллинговик», или «Шведский у́никум» (швед. Gul tre skilling banco, англ. Treskilling Yellow), — филателистическое название первой стандартной почтовой марки Швеции 1855 года с ошибкой в цвете (Mi #1F; Yt #1a). Известна в мире в единственном числе (в гашёном виде) и является одной из самых дорогих коллекционных марок в мире.

## Описание
Номинал — 3 скиллинга банко. На марке изображён малый герб Швеции. Рисунок принадлежит графу Спарре. Печать типографская. Цвет марки жёлтый, аналогичный марке номиналом в 8 скиллингов банко. Полная надпись на почтовом штемпеле, которым погашена марка, — «Nya Kopparberget 13 July 18(57)».

## История и ценность
В 1855 году Швеция выпустила свои первые почтовые марки с изображением шведского герба пяти номиналов: 3, 4, 6, 8 и 24 скиллингов банко. Марка в 3 скиллинга банко печаталась в сине-зелёном цвете, а в 8 скиллингов банко была напечатана в желтовато-оранжевом.
Тридцать лет спустя, в 1885 году, 14-летний шведский школьник Георг Вильгельм Бакман (швед. Georg Wilhelm Backman) в старой корреспонденции своего деда, на письме, отправленном 13 июля 1857 года, обнаружил первую марку Швеции номиналом в 3 скиллинга банко, но не зелёного, а жёлтого цвета. Он продал её в 1886 году стокгольмскому торговцу марками Генриху Лихтенштейну (нем. Heinrich Lichtenstein) всего за 7 крон (в пересчёте на сегодняшние деньги — около 50 центов США). Именно Лихтенштейном эта марка была впервые показана на публичной выставке. В 1894 году её приобрёл известный коллекционер барон Филипп Феррари за 4 тысячи гульденов (примерно $3000 в нынешних деньгах). Шведский раритет пробыл в его коллекции почти три десятилетия.
Нового владельца марка обрела после смерти Феррари. В 1922 году её купил на аукционе в Париже за 35 тысяч франков (около $5000) шведский коллекционер барон Эрик Лейёнхуфвуд. Его конкурентом на аукционе выступал шведский почтовый музей, но барон оказался богаче. Однако уже через год он передал свою коллекцию для продажи с аукциона. С тех пор марка часто меняла владельцев, постоянно возрастая в цене.

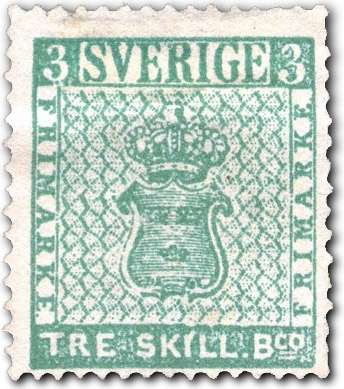
Первая марка Швеции,
3 скиллинга банко, 1855

В 1937 году она надолго осела в коллекции румынского короля Кароля II, который заплатил за неё £5000 (или более чем 30 000 в сегодняшних долларах США). После Второй мировой войны шведская почтовая администрация снова пыталась приобрести эту марку, но безуспешно. После продажи коллекции румынского короля марка побывала в коллекциях ряда крупных филателистов. В 1978 году в печати ФРГ появилось сенсационное сообщение о том, что на состоявшемся 18 октября того же года в Гамбурге аукционе европейская редкость № 1 была продана за 1 миллион марок. Имя владельца не сообщалось.
В 1984 году на торгах аукционного дома Давида Фельдмана в Цюрихе марка была в очередной раз перепродана, но уже за CHF977 500 (более $500 000 в нынешнем масштабе цен). В 1996 году «Жёлтый трёхскиллинговик» был снова продан швейцарской филателистической фирмой David Feldman SA за 2 875 000 швейцарских франков (2,2 миллиона долларов США).
Последний покупатель, пожелавший остаться неизвестным, владеет раритетом с 1998 года.
Марка застрахована на сумму 15 миллионов долларов.
22 мая 2010 года в Швейцарии состоялся аукцион, на котором марка была продана группе лиц, попросивших о конфиденциальности. Сумма сделки превысила 2,3 миллиона долларов США.

## Причина ошибки
Причина появления ошибки в цвете шведской марки № 1 до сих пор остаётся загадкой. По этому поводу высказывалось много предположений. Могло случиться, что после того, как тираж жёлтой марки в 8 скиллингов банко был отпечатан, в машину заложили клише марки в 3 скиллинга банко, не поменяв краски. Отпечатанный таким образом лист проскочил незамеченным через контроль и поступил в продажу.
Можно также предположить, что клише марки в 8 скиллингов банко в процессе печати было повреждено и его надо было заменить. При замене, вероятно, перепутали клише марок. Сходство цифр 3 и 8 вполне могло привести к такой ошибке. Однако в таком случае её, видимо, быстро обнаружили и исправили, так как сегодня известен лишь один экземпляр этой ошибки в жёлтом цвете.

## Фальсификации
Существуют подделки раритетного «Жёлтого трёхскиллинговика». Так, Петер Винтер изготавливал поддельные экземпляры не только одиночного трёхскиллинговика, но и в паре с нормальной жёлтой маркой в 8 скиллингов. Однако они, как и все фальсификаты Винтера, имеют слишком современный внешний вид и выполнены на очень белой бумаге. Имеется даже подделанный трёхскиллинговик Винтера, погашенный календарным штемпелем «STOCKHOLM 18/5 18 56».

## Прочее
«Жёлтый трёхскиллинговик», наряду с двумя другими раритетами — «Гавайскими миссионерами» и «Бычьей головой», фигурирует в фильме «Шарада» с участием Одри Хепбёрн (1963), где шведская марка была оценена в 85 000 долларов США. Причём в кинокартине изображены не настоящие марки, а их искусные имитации с номиналами, превышающими реальные на единицу. Так, трёхскиллинговик был «превращен» создателями фильма в почтовую миниатюру номиналом в 4 скиллинга банко, которая хоть и выходила в первой серии марок Швеции, но была другого (синего) цвета.